# Jardelund
Jardelund est une commune de l'arrondissement de Schleswig-Flensbourg, Land de Schleswig-Holstein.

## Histoire
La toponymie de la commune signifie "forêt des cerfs".
On pense que Jardelund était à l'origine un poste défensif des Frisons.
La première mention écrite de la commune date de 1393. Elle se trouve sur la route historique du Hærvejen (da).
Au XVIIIe siècle, Jardelund est dans la partie du Geest à aménager. L'extraction de la tourbe est un important moyen de revenu. C'est devenu aujourd'hui une réserve naturelle gérée avec le Danemark.

## Source, notes et références
- (de) Cet article est partiellement ou en totalité issu de l’article de Wikipédia en allemand intitulé « Jardelund » (voir la liste des auteurs).